# Martigné-Briand
Martigné-Briand – miejscowość i dawna gmina we Francji, w regionie Kraj Loary, w departamencie Maine i Loara. W 2013 roku populacja gminy wynosiła 1914 mieszkańców.
W dniu 1 stycznia 2017 roku z połączenia trzech ówczesnych gmin – Chavagnes, Martigné-Briand oraz Notre-Dame-d’Allençon – utworzono nową gminę Terranjou. Siedzibą gminy została miejscowość Chavagnes.